# Lois relatives à la transparence de la vie publique
Lire en ligne

sur Légifrance :
Loi organique no 2013-906 du 11 octobre 2013 relative à la transparence de la vie publique,
Loi no 2013-907 du 11 octobre 2013 relative à la transparence de la vie publique

Les lois relatives à la transparence de la vie publique sont une loi organique et une loi ordinaire adoptées par le Parlement français en 2013 ayant pour objet la lutte contre les conflits d'intérêts et à la transparence démocratique. 
Sa principale mesure est la création de la Haute Autorité pour la transparence de la vie publique, une autorité indépendante. Elle impose aux membres du gouvernement, aux présidents de région et aux maires des grandes villes de publier publiquement leur patrimoine et éventuels conflits d’intérêts. Toute fausse déclaration est passible de poursuites judiciaires. 
Ces lois sont proposées à l'initiative du président de la République François Hollande et font suite au choc provoqué par l'affaire Cahuzac. 

## Historique
Au début de l’année 2013, Jérôme Cahuzac, ministre délégué chargé du Budget est accusé par une enquête de Médiapart de fraude fiscale.  
Chargé de lutter contre la fraude fiscale, il cacherait son argent dans des comptes non déclarés en Suisse. 
Le ministre Jérôme Cahuzac nie publiquement pendant des mois, y compris devant toute l'Assemblée nationale. 
Il finit ensuite par démissionner après l'ouverture d'une information judiciaire contre lui pour blanchiment d'argent et fraude fiscale. 
Le 10 avril 2013, le Président François Hollande annonce une série de mesures pour renforcer la démocratie française. Elles portent notamment sur la transparence de la vie politique et la lutte contre la délinquance économique et financière.
Certaines mesures avaient déjà été évoquées après l’affaire Woerth-Bettencourt en 2010 ou par la Commission sur la rénovation et la déontologie de la vie publique en 2012.
À l'origine François Hollande souhaite également que l'ensemble des parlementaires et les grands élus locaux soient tenus de soumettre leurs déclarations d'intérêts et de patrimoine et que celles-ci soient publiques, mais cette mesure a fait l'objet d'une forte opposition de la part de certains députés, et notamment Claude Bartolone, président de l'Assemblée nationale.  
En avril 2013, le gouvernement annonce que les déclarations de patrimoine de tous ses membres seront publiées et qu'un projet de loi sur la moralisation de la vie politique sera présenté selon un calendrier permettant son adoption avant l'été. L'opposition réagit en ordre dispersé : François Fillon, Laurent Wauquiez publient leur patrimoine dans les médias alors que Jean-François Copé évoque un « numéro de voyeurisme, d'hypocrisie » et déclare qu’il ne dévoilera son patrimoine que si la loi en fait une obligation, Christian Jacob quant à lui parle d'« écrans de fumée et de démagogie ».
Un projet de loi organique et un projet de loi sont déposés par le gouvernement devant le Parlement le 24 avril 2013,. Après débats et un désaccord entre le Sénat et l'Assemblée nationale, les projets de loi sont adoptés définitivement le 17 septembre.
Contrairement à la volonté initiale du gouvernement, l'exercice par les parlementaires de la fonction d'avocat-conseil n'est pas interdite dans la loi adoptée, mais ils n'ont plus le droit de commencer une nouvelle profession pendant la durée de leur mandat. Cette mesure est finalement censurée par le Conseil constitutionnel. Celui-ci valide en revanche l'interdiction pour ses membres d'exercer « toute fonction publique et toute autre activité professionnelle ou salariée ».
Le Conseil constitutionnel restreint également dans sa décision du 9 octobre 2013 la disponibilité en préfecture des déclarations de patrimoine aux seuls parlementaires et membres du gouvernement (en excluant les élus locaux) et il restreint également la publicité des déclarations d'intérêts aux seuls élus (en excluant certains responsables administratifs ou d'organismes publics), au nom du respect de la vie privée. 

## Principales mesures
La loi crée une obligation de déclaration d’intérêt pour les responsables publics (candidats à l’élection présidentielle, membres du Gouvernement, parlementaires, membres des cabinets et hauts fonctionnaires, etc.) qui doivent être adressés à la Haute Autorité pour la transparence de la vie publique, et, dans certains cas, rendues publiques,. 
Cette nouvelle institution, succédant à la Commission pour la transparence financière de la vie politique, comprend un président; six magistrats et deux personnalités qualifiées. En plus de ces missions sur les déclarations, elle se prononce sur les situations pouvant constituer un conflit d'intérêts.
La loi crée une obligation d’abstention pour les responsables publics qui estiment se trouver en situation de conflit d'intérêts, dont la loi donne une définition juridique.
La loi modifie quelques règles sur le financement des partis politiques, en particulier les dons sont désormais plafonnés par donateur et non plus par partis.
La liste des destinataires de la réserve parlementaire est rendue publique, l’exercice des fonctions de membre du Conseil constitutionnel est incompatible avec l’exercice de toute fonction publique et de toute autre activité professionnelle ou salariée.
La loi impose aux fonctionnaires élus ou membres du gouvernement de se mettre en position de disponibilité, et non plus de détachement.

## Lois ultérieures
La loi relative à la transparence, à la lutte contre la corruption et à la modernisation de la vie économique du 9 décembre 2016 (« Sapin 2 ») améliore la transparence des rapports entre les représentants d'intérêts et les pouvoirs publics.
Les lois pour la confiance dans la vie politique du 15 septembre 2017 suppriment la réserve parlementaire, et créent une peine complémentaire obligatoire d’inéligibilité en cas de crime ou de manquements à la probité.

### Texte des lois
Loi organique no 2013-906 du 11 octobre 2013 relative à la transparence de la vie publique et loi no 2013-907 du 11 octobre 2013 relative à la transparence de la vie publique
1. ↑  Articles 1 et 9 de la loi organique relative à la transparence de la vie publique, articles 4 à 12  de la loi relative à la transparence de la vie publique
2. ↑  Articles 19 à 23 de la loi relative à la transparence de la vie publique
3. ↑  Article 2 de la loi relative à la transparence de la vie publique
4. ↑  Articles 4 à 12 de la loi relative à la transparence de la vie publique
5. ↑  Article 11 de la loi organique relative à la transparence de la vie publique
6. ↑  Article 3 de la loi organique relative à la transparence de la vie publique

### Autres références
1. 1 2 3 4  Dernier acte pour les textes sur la transparence de la vie publique, Le Monde, 17 septembre 2013.
2. ↑  Loi sur la transparence : le chemin de croix de la majorité continue, Le Monde, 23 juillet 2013.
3. ↑  Portail du Gouvernement « Déclarations de situation patrimoniale : précision méthodologique », 15 avril 2013
4. ↑  « Ayrault : une déclaration de patrimoine des ministres pour "recréer de la confiance" » , lemonde.fr avec AFP, 8 avril 2013
5. ↑  « Moralisation de la vie politique ou "voyeurisme hypocrite"? » , nouvelobs.com, 9 avril 2013
6. ↑  « Déclarations de patrimoine : Copé et Fillon se déchirent à nouveau » ,francetvinfo.fr, 9 avril 2013
7. ↑  Dossier législatif, Assemblée nationale, consulté le 17 septembre 2013.
8. ↑  Projet de loi relatif à la transparence de la vie publique, Assemblée nationale, consulté le 17 septembre 2013.
9. 1 2  Communiqué de presse - 2013-676 DC, Conseil constitutionnel, 9 octobre 2013.
10. ↑  https://www.publicsenat.fr/article/politique/delevoye-ou-la-difficile-culture-de-la-transparence-pour-les-politiques-148400 Delevoye ou la difficile culture de la transparence pour les politiques], publicsenat.fr, 15 décembre 2019, par Anne-Pascale Reboul, avec AFP
11. ↑  Claude Bartolone, Michel Winock, Rapport du groupe de travail sur l'avenir des institutions, Assemblée nationale, 2015, p. 488.